# 火災調査官・紅蓮次郎
『火災調査官・紅蓮次郎』（かさいちょうさかん くれないれんじろう）は、2003年から2015年までテレビ朝日系「土曜ワイド劇場」で放送されたテレビドラマシリーズ。全15回。主演は船越英一郎。

## 概要
漫画『火災調査官』が原案となっているが、主人公の名前と職業以外はほとんど別物になっている。
火事で妻を亡くした火災調査官・紅蓮次郎が「火を弄ぶ人間は許さない」を信念に、放火や殺人の謎を解明していく。
謎が解明できたとき、関係者を集めて当時の状況を再現し、犯人に対して「○○（名前）、火元はお前だ！」と言い放つ。その後、犯人に鉄拳制裁を見舞うこともある。
また、犯人以外でも、社会的地位の高い関係者については、別件の犯罪やスキャンダルが発覚して失脚したり何らかの制裁が加わることが多く、その際、黒崎刑事から、事件解決後に離れようとするその人を止めるのが定番となっている。
撮影においては神奈川県の小田原市消防本部が協力し、実際に運用中の調査車両や消防車を撮影に提供している（第9作では深谷市消防本部も協力している）。
※現実の消防組織には‘火災調査官’という職種は存在しない。実際の現場には、国の定める消防法に基づき、全国各地にある消防本部が「火災調査規定」を制定し、消防本部の消防長が‘火災調査員’を配置する事になっている。調査員には、消防本部では予防課員が、消防署では所属署員がそれぞれ充てられる。

## キャスト

### 神奈川県美津原市消防署

#### 火災調査班
紅蓮次郎（くれない れんじろう）
演 - 船越英一郎
調査課主任調査官・消防司令補。白井をはじめとする部下たちからは「主任」と呼ばれている。元々は先頭に立って消火活動を行う花形の仕事（筒先）をしていたが、第5作に登場するルポライター・蝦沢辰巳が大学生だった時に起こした煙草の火の不始末による火災で妻の順子が亡くなり、息子・俊介もこの一件をきっかけに火を怖がるようになったことから、自ら志願して内勤に異動し、現在に至る。順子亡き後は再婚することなく、俊介と二人暮しをしてきた。第9作で俊介が北海道の大学に進学したため一人暮らしとなったが、第10作で姪の泉と同居するようになる。第14作で泉はアメリカに帰っているが、ミュージシャンになる夢を抱いた俊介が家に戻り、さらに俊介が所属するバンドのメンバーも紅家に一時居候した。第15作では再び俊介と二人で暮らしており、「お前が選んだ道だ。とことん勝負しろ」と俊介の夢を応援している。
原因究明のために走り出したら止まらないタイプで、火災現場は「一期一会」と表現し、まったく同じ現場は2度と出会わないため、一つ一つの現場を悔いなく調査するようにと部下に説いている。
火災現場の調査に出動する時の口癖は「灰の中の真実を探せ！」。犯人のトリックを暴き、追い詰めた時は「火元はお前だ！」と言い放ち、場合によっては鉄拳制裁を見舞う。
白井勇一（しらい ゆういち）
演 - 河相我聞
調査課火災調査官・消防副士長。
蓮次郎の部下。蓮次郎以外の登場人物の中では、ただ一人すべてのエピソードに登場。
情にもろいところがあるが、蓮次郎の信頼を得ている。第9作で、蓮次郎の同期だった消防官の娘である田無梢と結婚。鴇田早苗に言い寄られて困っている蓮次郎に、「火元は先輩ですよぉ〜」とちゃかしたりしている。第14作では、「相貌失認」という記憶障害を理由に辞職した同期の元消防官・今泉司と偶然再会するが、その数時間後に火災現場から遺体となって発見された今泉と対面、大きなショックを受ける。
西島桜（にしじま さくら）
演 - 森下千里（第10作）（幼少期：清水彩花〈第10作〉）
経歴：美津原消防署調査課火災調査官
→ 緑が丘消防署消防隊・消防士
蓮次郎らの調査課に配属された新人。14年前、当時大学生だった兄が、たこ足配線が原因の火災を起こして自分の住んでいたアパートを全焼させ、隣室の夫婦の夫を死亡させたことを苦に自殺。両親も事件後体調を崩して病死してしまう。最初は別の仕事をしていたが「兄の出した火災を消す」思いを振り切ることが出来ず、消防士に転職し消火活動を行う筒先の仕事を志望するが蓮次郎らの調査課に配属されてしまう。最初はクサって火災調査官の仕事に不熱心だったが、「炎の声を聴き、被災者の声を聴く」蓮次郎の信念を理解してからは火災調査官の仕事に面白さを感じるようになった矢先に緑が丘署に筒先として異動する。
則武
演 - 恩田括（第3作 - 第5作・第7作 - 第9作）、南圭一朗（第6作）、佐々木崇雄（第10作 - 第12作）、吉川純広（第13作 - 第15作）
調査課火災調査官。第1作は「則竹」の名前で登場。
的場智明
演 - 渡部大輔（第4作 - 第9作）、山本康平（第10作 - 第13作）、赤木伸輔（第14作）、伊藤毅（第15作）
調査課火災調査官。
高橋
演 - 池田努（第4作・第6作）、伊藤竜也（第5作）、高嶋宏行（第7作 - 第9作）、諫山幸治（第11作 - 第13作）、神谷昇（第14作・第15作）
調査課火災調査官。

#### 消防隊
小紫健二（こむらさき けんじ）
演 - 宇梶剛士（第2作・第3作・第5作 - 第7作）
消防隊中隊長・消防司令。家族は妻・郁美と息子・大樹。
若い頃、蓮次郎とは消火活動で苦楽を共にしており、腹心の親友。それだけに、第6作で蓮次郎が白井たちと調査の方針で対立した際には、彼の気持ちを察して白井たちを叱責したこともある。第7作で爆発火災の救助にあたった際、瓦礫の下敷きになり、脱出できずに殉職した。
梨田（なしだ）
演 - 長谷川初範（第4作）
消防隊中隊長・消防司令。

### 美津原警察署
繭村映子（まゆむら えいこ）
演 - 純名りさ（第1作・第2作）
刑事。黒崎の部下。九官鳥みたいなタイプと周囲からは言われている。第1作では刑事になってから7年との設定である。蓮次郎ら火災調査官たちに反発するところがあるが、第3作以降に登場する灰田警部や草野警部ほどではなく、概ね協力的である。
灰田修（はいだ おさむ）
演 - マギー（第3作 - 第15作）
第3作で美津原警察署に着任した黒崎の上司。地味な風貌でチビで胴長短足で小柄。階級は警部。私立大学卒業（第6作）。
蓮次郎のことを「灰掻き屋」と呼び良く思っていないところがある（ちなみに白井は「灰掻き屋2号」と呼ばれている）。しかし、最終的には、蓮次郎に屈してしまっている。第14作以降は、蓮次郎たちのことを「灰掻き屋」とは言わず、「火災調査班」と呼んでいる。
父親は蓮次郎や黒崎も尊敬する名刑事だった通称「灰田のおやっさん」。そのことが、灰田にとって、コンプレックスとなってしまい、自身の卑屈な性格の原因となっている。
第6作では痔で入院している。
石橋
演 - 大西武志（第1作 - 第4作・第6作 - 第15作）
刑事。黒崎らの部下。
黒崎一（くろさき はじめ）
演 - 平泉成（第1作 - 第4作・第6作 - 第15作）
刑事。蓮次郎の仕事ぶりを信頼している。上司の灰田と蓮次郎がもめたときには間に入ってとりなす役目をしている。基本的には上司に従順な部下であるが、自らが納得しないときにはとことん拘る。県警の草野警部に容疑者の供述調書を早く取るよう迫られたときも、自暴自棄になり虚偽の自供をしようとする容疑者に、「今、1人の男があなたの無実を証明するために戦っています。私も戦います！人生を諦めた者の投げやりな供述調書など私は作るつもりはありません!!」と言い、草野警部の命令に背き、調書作成を拒んだ。

### 紅蓮次郎の家族
紅俊介（くれない しゅんすけ）
演 - 三觜要介（第1作 - 第9作）、遠藤雄弥（第14作・第15作）（幼少期：鏑木海智〈第5作・第6作・第8作・第9作〉）
蓮次郎と順子の息子。初期（円の登場以前）は、気が多くなかなか積極的でエッチな男の子であった。それゆえか、友達からは「スケシュン」（円曰く、スケベな俊介の略）と呼ばれていた事もある。第9作では北海道で大学生活を送っていることが判明、護身術のたしなみもある青年に成長した。
大学を卒業してからは北海道の牧場で働いていたが退職し、「DEVILS FOUR」 という4人組バンドで活動。バンド活動と同時に紅家に戻る。第15作では、ミュージシャンとしての活動の傍ら、着ぐるみのアルバイトをしている。
紅順子（くれない じゅんこ）
演 - 高橋奈弓（第1作 - 第4作）、牛尾田恭代（第5作 - 第9作）
今は亡き蓮次郎の妻。
キャロライン泉（キャロライン いずみ）
演 - 葵わかな（第10作 - 第13作）
蓮次郎の姪（妹の子）。国際結婚した母親が離婚し仕事の関係で蓮次郎の家に居候する。マセており、アメリカで育ってきたため英語のフレーズが話し言葉の端々に出る。また蓮次郎に対し、「おじさん」ではなく「蓮次郎」と呼ぶ。第14作ではアメリカに帰っている。

### その他
鴇田早苗（ときた さなえ）
演 - 山下容莉枝（第3作 - 第15作）
紅家の近所の主婦。初登場時は俊介が娘の円をストーキングしている(実際は嫌がらせを行っていた高校の先輩から守っていた)と勘違いし、「ストーカー息子とバカ親」呼ばわりして嫌っていた。しかし後にストーカー疑惑が自身の誤解であったことを理解し、和解する。それ以降は蓮次郎に惚れていて、なにかと世話を焼きたがるところがある。第6作では、逃げ出すほど嫌いだったらっきょうを克服している。バンド活動を始めた俊介が戻ってきたことや、俊介のバンドのメンバーが紅家に居候を始めたことで賑わいが増したことを喜んでいる。
鴇田円（ときた まどか）
演 - 福本奈々（第3作 - 第5作）、山口真璃亜（第6作 - 第8作）
早苗の娘で、俊介のガールフレンド。第9作で京都の大学に進学したことが語られる。
桜居貴子（さくらい たかこ）
演 - 小林幸子（第5作）
保険会社調査員。元消防大学校教官で、蓮次郎はかつての教え子。夫とは離婚しており、娘が1人いて父方に引き取られたが3年前に事故で死亡している。自損事故だったため、金銭的な問題があり、より給与のよい保険会社へ転職した。
草野稔（くさの みのる）
演 - 羽場裕一（第6作）
神奈川県警察の警部。国立大学卒業。
入院中の灰田修に変わって捜査の指揮を執る。蓮次郎の仕事ぶりは噂に聞き、当初は｢警察の捜査をひっくり返す」という認識から、疎ましがっていたが、最終的には、蓮次郎の調査官としての信念を認め、犯人に殴りかかろうとする彼を制止して、自ら犯人に鉄拳制裁を加えた後、蓮次郎に敬礼した。
内田鮎子 （うちだ あゆこ）
演 - 井上和香（第12作）
黒崎一の姪で、東京日報の記者。紅蓮次郎の密着取材のため、紅家を訪れる。初めに訪れた際に「夫と息子がいる」と話していたが、実は2人は、1年前に錯乱状態となった薬物中毒者が起こした放火による火災で亡くなっていたことが中盤で明らかになる。事件のショックから1年休職した後に復帰するが、2人が死んだことをまだ受け止められずにいた。その後、元連続放火犯の山室誠一が関係する火災で山室と彼の恋人だった女性の義兄が犠牲になった上、買い物帰りだった無関係の親子がこの火災に巻き込まれたことを知って、精神的ショックから入水自殺を図ろうとする。しかし、駆け付けた蓮次郎の必死の説得や黒崎の励ましの言葉でようやく過去と向き合い、事件解決後のエピローグでは新聞記者の原点に立ち返り、山室の改心を伝える記事を書いている。
原田千秋（はらだ ちあき）
演 - 白石美帆（第14作・第15作）（幼少期：竹中涼乃〈第14作〉）
湘南文化大学の准教授で、犯罪心理学者。美人だが気が強く勝気な性格。美津原市長直属の火災調査特別補佐官、通称「放火Gメン」に任命される。
25年前、放火が原因で発生したデパート火災に巻き込まれ、その火災で両親を亡くしたことから、放火を強く憎んでいる。火災調査に対する考え方の違いから蓮次郎たちと衝突するが、「この街から火災をなくしたい」という志は蓮次郎と同じであり、仲間として認められる。
第15作では自分に想いを寄せていた消防官・山中良和が消火活動中に殉職したことに責任を感じ、蓮次郎とは別行動で真相を掴もうとする。第14作のように蓮次郎たちと対立や衝突をする場面はないが、やや突っ走りがちな場面が見られた。

### ゲスト
第1作「炎の複合連続殺人！遠隔操作トリック7kmの謎」（2003年）
- 藤崎透（藤崎の息子） - 春田純一
- 桃井加奈子（桃井の妻・百合子の友人） - 筒井真理子
- 桃井雄介（ペンションのオーナー） - 菅原大吉
- 野口（刑事） - 池田努
- 藤崎誠一郎（藤崎不動産 社長） - 久保晶
- 青野咲江（イタリアンレストラン「フローレ」常連客） - 朝加真由美
- 緑川百合子（イタリアンレストラン「フローレ」オーナーシェフ） - 床嶋佳子

第2作「放火現場に残された2種類の灯油の謎！」（2003年）
- 藍沢美佐（広夢の妻） - 井上晴美
- 赤塚洋一（ブティックオーナー） - 井上高志
- 色川大三（建設会社社長） - 須永慶
- 水谷伸之（美津原消防署調査課火災調査官） - 松永博史
- 藍沢知子（美術関係の仕事） - 野村真美
- 藍沢広夢（知子の弟） - 松田洋治
- 水谷由紀子（水谷の妻） - 小林綾子
- 吉満涼太、森戸宏明、辻修、岸潤一郎、佐々木修

第3作「消防官失格!? 密室連続出火の謎…」（2004年）
- 紺野萌（拓也の友人） - 小川範子
- 山吹浩二（自動車修理工） - 井田國彦
- 藤川拓也（美也子の息子・大学生） - 一條俊
- 桜木衿子（桜木の妻） - 中坪由起子
- バイクで襲う男 - 富永研司
- ファイヤー吹き替え - 蜂須賀昭二
- 桜木一真（桜木病院 院長） - 乃木涼介
- 藤川美也子（酒場「みやこ」ママ） - 美保純

第4作「2/9の模型があばく！14年間燃え続けた関係」（2004年）
- 柚木竜一（14年前の連続放火犯・水野と由貴の知り合い） - 勝村政信（少年期：恭平）
- 水野伸司（由貴の婚約者） - 池田政典
- 柿沼朝子（ブティック店員） - 岩本千春
- 茜沢大三郎（美津原高等学校 元野球部員） - 古本新之輔
- 良造（レストランのオーナー） - 小嶋尚樹
- 青木圭太（青木と和代の息子） - 平泉陽太
- 放火の苦情を言いにきた市民 - 内藤トモヤ、上村依子、猫田直
- ホテルのフロント係 - 菅原永二
- 青木孝（紅蓮次郎の同期の消防官・14年前殉職） - 阿部朋矢
- 青木和代（青木の妻） - 唐木ちえみ
- 藤島秀雄（由貴の父・藤島蒲鉾店 元店主・脳溢血で死亡） - 中務一友
- 亮平（良造と日奈子の息子） - 谷山毅
- 藤島則子（由貴の母・藤島蒲鉾店 女将） - 梅沢昌代
- 藤島由貴（藤島蒲鉾店 店員） - 芳本美代子（少女期：海老沢神菜）

第5作「燃える雪と燃えない死体！工場大爆発が暴く灰の中の嘘？」（2005年）
- 赤嶺玲子（幼稚園教諭・蝦沢の元妻） - 大路恵美
- 岩田純市（美津原警察署刑事課 新人刑事） - 内田朝陽
- 金崎守（工場の持ち主） - 宮路佳具
- 浅黄邦子（発火した車の持ち主） - 塩崎沙織
- 藍本直美（紅俊介の隣のクラスの友達） - 三枝万莉
- 矢吹隆（保険会社調査員・桜居貴子の部下） - 志村東吾
- 蝦沢辰巳（ルポライター・13年前に起こした火事で紅順子が死亡） - 前田耕陽

第6作「空飛ぶローソクの謎と消えない花火トリック」（2006年）
- 水木桜（アパレルメーカー「サクラ・モードコーポレーション」オーナー兼デザイナー） - 櫻井淳子（幼少期：縄手麻里）
- 野間口梓（桜の双子の妹） - 櫻井淳子（二役）（幼少期：縄手梨乃）
- 真壁（巡査） - 有福正志
- 片山恒夫（轟のマンション管理人） - 市原清彦
- 二見誠（「神奈川県 奥の沢村」の住民） - 有薗芳記
- 大前田（鑑識） - 青山勝
- 刑事 - 伊達直斗
- 野間口卓也（桜と梓の父・20年前 放火で死亡） - 佐藤旭
- 野間口美沙子（桜と梓の母・20年前 放火で死亡） - 下村恵里
- 松浪彰（20年前 「奥の沢村」の別荘に放火して姿くらました男） - 高多康一郎
- 翔太（蝋燭を置いた少年） - 村瀬継太
- 轟邦彦（ホスト） - 岡本竜汰
- 木村朋美（梓の友人） - 高野杏子
- 高田譲二（ホスト） - 大橋智和
- 吉見秀彦（桜の秘書） - 大浦龍宇一
- 曽根友香、重見成人

第7作「全焼のアパートから赤ん坊が消えた！1/4の殺人トリック！」（2007年）
- 岩永勤（スエの甥） - 金山一彦
- 井上由加里（ホステス） - 上原さくら
- 松中洋介（製氷工場勤務） - 小林すすむ
- 大崎誠（作家志望の青年） - 山崎樹範
- 小紫郁美（小紫健二の妻） - 中村綾
- 成田マサ（成田の妻） - 目黒幸子
- 倉本（質屋店主） - エド山口
- 大林（消防士） - 今奈良孝行
- 岩永スエ（アパート「よりや荘」オーナー） - 久松夕子
- 中塚文夫 - 真島公平
- 高木 - 西山宗佑
- 小柴大樹（小紫と郁美の息子） - 梅澤太一
- 成田友吉 - 長門裕之（特別出演）
- 手嶋弥生（保育士） - 国生さゆり

第8作「家を間違えて放火した女！突然発火した庭の土？」（2008年）
- 恩田喜久夫（旅行会社オーナー） - 甲本雅裕
- 橋本比佐恵（橋本の妻） - 若林志穂
- 山田（東都日報 記者） - 中西良太
- 恩田加奈（恩田の妻） - 秦由香里
- 橋本忠夫（大学准教授） - 高知東生
- 「BAR SPATS」マスター - 宮路佳伴
- 刑事 - 南雲勝郎
- 記者 - 藤本至
- 永谷孝人（みちるの弟・半年前自殺） - 泉知束
- 消防隊員 - 下塚恭平
- 永谷みちる（紅俊介の中学時代の美術教師） - 遠野凪子
- 舘正貴

第9作「雨が燃やす紫の炎!! 火の海から女マジシャンを救え!!」（2009年）
- 田無梢（白井勇一の婚約者・キッチン「梢」シェフ） - 中澤裕子（少女期：岸田海音）
- 貝塚元彦（室井玩具 専務） - 斉木しげる
- 芳村正樹（室井玩具 社員・徹の部下） - 長谷川朝晴
- 水沢徹（美冴の弟・室井玩具 主任） - ムロツヨシ（少年期：小柴悠太郎）
- 岡本政（鮨屋政 主人） - 木下政治（少年期：千濱汰一）
- 田無勉（梢の父・殉職した消防士） - 山本悠介
- 弘美（健人の母） - 内山奈々
- 岡本まり子（岡本の妻） - 泉順子
- 目撃者 - 前田瑠美
- 鴇田早苗の男 - 田中登志哉
- 室井都（室井玩具 社長） - 渡辺典子
- 健人（紫の炎を見た少年） - 浜多恵韻
- 岡本正太（岡本とまり子の息子） - 森久保大河
- 刑事 - 南雲勝郎
- 水沢美冴（マジシャン・紅順子の親友） - 床嶋佳子（少女期：勝沼美紅）

第10作「乳母車が突然炎上！キャベツと黒焦げの中の白い足跡 秘密の関係…真犯人と超科学トリック対決！」（2010年）
- 広川貢 - 神保悟志

母校である大学の物理学の准教授でパイプタバコの愛好者。石田の大学時代の同期だが成績優秀で、石田は常に敗北を強いられていた。
美咲を巡って石田と争った過去があるが、実は美咲が石田と結婚する前から、既に彼女と関係を持っていた。後に美咲との間に産まれた貴之を石田に育てさせ、密かに嘲笑っていた。
- 永倉勇 - ひかる一平

石田の同僚。
- 石田貴之 - 藤井貴規

石田夫妻の一人息子。上述のように本当は広川と美咲の子であり、晴夫は言わば育ての父に当たる。
興味本位による偶然から自分が晴夫の子でない事を既に知っていた。だが、ずっと側にいてくれた晴夫を父と信じる前向きな性格。
- 若者A - 近藤起矢
- 山崎 - 斎藤修
- 米村でんじろう - 米村でんじろう
- 石田美咲 - 愛華みれ

石田の妻。だが彼と結婚する以前から既に広川と関係を持っており、尚且つ息子が広川の子である事を秘密にしていた。
- 石田晴夫 - 鶴見辰吾

中学校教諭で地域の消防団の副分団長を務める。
妻の美咲が自分の同期であり、自分を常に敗北に追い込んだ広川をやたらに持て囃す事に疑問を抱いた事がきっかけで一人息子である貴之が自分の子でないのを知り、信じていた者に初めから裏切られていた事実に絶望する。
- 松井紀美江、江藤漢斉、高杉勇次

第11作「消防VS鑑識 プロフェッショナルな真犯人とは!? 二度焼かれた死体 燃えないガソリンの謎!?」（2010年）
- 中園豊（貞子の息子） - 東根作寿英
- 祝田（貞子の秘書） - 深水三章
- 山形澄男（元県警鑑識課員） - デビット伊東
- 大山（美津原警察署 鑑識） - 須藤公一
- 原田清恵（星子と雄一の母） - 水野あや
- 山下（美津原警察署 鑑識） - 赤澤輝美
- 美津原警察署 鑑識 - 伊奈川正樹、鍋谷哲也
- 鮫島（美津原消防署消防隊 隊員） - 山崎進哉
- 美津原消防署消防隊 隊員 - 石原和海
- 美濃部令子（犯罪被害者の会スタッフ） - ふるたこうこ
- 佐藤（灰田修に頼まれて1年前の事件のデータを参照した鑑識） - 佐藤貢三
- 中園ゆたか選挙事務所 スタッフ - 西尾くみこ
- アクセサリーショップ店員 - 芽夢ちさと
- 原田雄一（星子の異父弟・1年前死亡） - 丸山隼
- 谷村洋一（美津原警察署 鑑識主任） - 小木茂光
- 中園貞子（地元出身の県会議員） - 丘みつ子
- 原田星子（アクセサリーショップ店員） - 安達祐実（幼少期：相原綺羅）

第12作「炎の動きが読める!? 放火魔からの挑戦状！」（2012年）
- 中山佐和子 - 河合美智子

中山の妻。
- 中山久雄 - 中西良太

中山建設の社長。入婿。
- 中山敦 - 本田大輔

司法試験に挑戦している佐和子と美里の弟。
- 前島要介 - 遠山俊也

美里が大株主を務める美津原産業の社長。
- 野中美里 - おおたにまいこ

山室の恋人。冒頭のマンション火災の犠牲者。佐和子の妹で、敦の姉にあたる。
- 内田雄作 - 村上幸平

鮎子の夫。1年前、薬物中毒者が起こした放火による火災に巻き込まれ、息子と共に死亡。この出来事は鮎子が1年間休職する原因となった。
- 山室の義父 - 永幡洋
- ユウタの母親 - 竹内希実
- ユウタの父親 - 三浦健
- 内田正孝 - 山田日向

雄作と鮎子の息子。1年前、放火魔による火災に巻き込まれて死亡。
- ユウタ - 田中理勇
- 山室誠一 - 津田寛治

かつて、「七色の放火魔」と呼ばれた連続放火犯。10年前、7件の連続放火に加えて、義父を火で焼き殺そうとしたが、蓮次郎に止められた末に事件の真相を暴かれる。服役を終えて出所後、火災に巻き込まれ、恋人で会った美里を亡くし、自身も負傷。火災は「自分に罪を着せようとしている誰かによる放火」と断言し、蓮次郎に真相を暴いてほしいと頼みながらも、挑戦的な笑みを浮かべるなど、蓮次郎を困惑させる。
- お宮の松

第13作「二度も燃えた家族！V字に焼けた水槽と謎の刺殺死体!? 発火装置は人間？12年間燃え続けた炎」（2012年）
- 三村茜 - 上原美佐（少女期：茂内麻結）

みゆきの娘。「鳴海の殉職が自分のせいでは」という自責の念に駆られ、苦悩し続けている。
- 飯塚浩介 - つまみ枝豆

かねてから渚亭に立ち退きを迫っていた大家。
- 浅田由梨 - 濱田万葉

西岡の結婚詐欺の諜報員。
- 西岡牧夫 - 松田賢二

結婚詐欺師。閉店後、火災が発生した渚亭の店内から刺殺体で発見される。容子も彼の詐欺被害に遭っていたことが判明。
- 鳴海拓馬 - 中島広稀（幼少期：平林智志）

鳴海が前妻との間にもうけた息子。ある理由から紅蓮次郎に反発している。
- 飯塚美佐 - 谷川清美

飯塚浩介の妻。
- 鳴海一郎 - 筒井巧

拓馬の父で消防官。12年前、須藤親子が巻き込まれた火災で茜を助けようとした際、火災による爆発でベランダから転落し殉職。
- 赤い自転車の持ち主 - ふくまつみ
- 小説家ファンの女性 - 渥美麗
- 須藤みゆき - 古村比呂

渚亭の店主。12年前の火災の後、容子を渚亭に雇う。
- 三村大介 - 湯江健幸

茜の夫で小説家。渚亭の火災が大家夫婦の仕業ではないかと疑う。
- 鳴海容子 - 杉田かおる

鳴海一郎の後妻。
- 福田信昭、天野勝弘

第14作「元消防官が謎の焼死!! デパート火災から生還した二人の美女!! 炎に包まれたバルーンがあばく家族を引き裂いた火事の真相!!」（2014年）
- 佐伯鶴子 - 黒田福美

佐伯の妻で、佐伯心療内科クリニックの心療内科医。知美の診察も行っている。
- 佐伯康平 - 水上剣星

佐伯夫妻の息子で、バイオリニスト。
- 谷重守 - 本宮泰風

かつて知美が勤めていたバルーンアート店の社長。知美に横恋慕していた疑いが浮上する。
- 今泉司 - 袴田裕幸

知美の婚約者。白井勇一と同期の消防士だったが、1年前の老婆殺害事件を目撃した際、自身も襲撃されて記憶障害を患い、人の顔を認識できなくなったことが業務に支障をきたすようになり退職。
- 青山悦子 - 吉井宇希

バルーンアート店の従業員。知美の元同僚。
- 紅俊介のバンド仲間にぶつかって転んだ老婆 - 池田道枝

俊介たちが腹痛を訴えた仲間の1人をみんなで病院へ連れて来た時にぶつかった。転んでしまった自身を俊介たちが気遣ってくれたことに感謝し、父である蓮次郎に「いい息子さんがいて幸せね」と口にする。
- 山路渚 - 桂木悠希

無職。2年前の連続放火事件の容疑者。
- 水島たけお - 青柳弘太

25年前に知美と原田千秋を助けた消防官。その後、別の火災で殉職。宮城県出身。
- 早乙女サダ - 藤堂悠紀子

今泉が目撃者となった1年前の殺人事件の被害者。今泉に「懐中時計を持った人に突き落とされた」と言い残して息絶える。
- バンドの観客 - 有坂亜里沙
- タクシードライバー - 湯沢勉
- 中園知美 - 遠藤久美子（幼少期：小森茅愛）

原田千秋の友人。千秋と同じく25年前のデパート火災で両親を亡くし、その後は施設に引き取られた。マッチをうまく擦れないなど、火に対するトラウマを今なお抱えている。実は、蓮次郎には子供の頃に一度会っている。
- 紅俊介のバンド仲間 - 川並淳一
- 佐伯耕作 - 佐戸井けん太

美津原市副市長。かつては音楽家を目指していたことがあった。
- 野々村洋介 - 寺田農

美津原市長。「火災調査特別補佐官」制度を導入した人物。

第15作「クジラが燃えた!! 炎に消えた二つの命!! クリスマスツリー突然発火の秘密!!」（2015年）
- 久慈大助 - 新井康弘

紅蓮次郎の知人で、弁当店「くじら家族亭」の経営者。冒頭の火災の犠牲者だが、死因は後頭部を殴打されたことによる脳挫傷と判明する。以前は、ホテルでコックをしていた。高校時代は花園に出場したラガーマン。
- 上岡修治 - 山田純大

美津原消防署の消防隊員。山中の上司。
- 久慈深雪 - 松浦雅

久慈と前妻との間に生まれた娘。美津原高校の生徒。義母の楓とは不仲で反発しているが、楓の自分に対する本当の想いを知ってからは、徐々に考えを改めるようになる。
- 山中良和 - 石川雅宗

消防隊員。「くじら家族亭」の消火活動中に殉職。原田千秋に想いを寄せていた。
- 村山亮 - 福山翔大

村山の息子。美津原高校の生徒で、深雪の同級生。
- 新倉健吾 - 長江英和

亜美の父親。冒頭で、「亜美が関西の風俗店で仕事をしている」というデマを流したのが久慈ではないかと疑い、久慈に詰め寄る。
- 新倉亜美 - 小林歩乃佳

美津原高校の生徒で、深雪の友人。1年前から消息がわからなくなっている。
- リポーター - 伊東愛
- 冒頭のラガーマン - 友部康志
- 不良 - 野沢大悟
- 菅井光彦 - 原田龍二

美津原高校の教師で深雪の担任。担当教科は化学。ボヤ騒ぎが起きたマンションの住人。和歌山県出身である。
- 村山昇 - 布施博

久慈の高校時代の友人で、村山化学工業の経営者。ある出来事がきっかけで久慈と揉めていたことが明らかになる。
- 池田隆 - 梶原善

村山化学工業の従業員だったが、使い込みの発覚により解雇されている。
- 楓の前夫 - 高松潤

10年前、失火による火災で亡くなった。生前、楓に対する家庭内暴力があったことがわかり、このことが楓による夫殺しを疑われる一因となった。
- 冒頭の死体発見者 - 野澤遵宜

散歩中、白骨化した遺体を発見した男性。
- 久慈楓 - 若村麻由美

久慈の後妻。弁当店「くじら家族亭」の女将。10年前、家庭内暴力を苦に前の夫を殺害したのではと灰田修から疑いをかけられていた。久慈の死についても灰田に疑いをかけられるが、蓮次郎がトリックを暴いたことにより釈放され、その後蓮次郎に「夫の仇を討つ」と宣言する。

## オールスタッフ
- 原作 - 鍋島雅治（作） 田中つかさ（画）「火災調査官」シリーズ（日本文芸社）
- 脚本 - 今井詔二
- 音楽 - 櫻井真一
- 監督 - 岡本弘（第1作 - 第11作・第13作 - ）、池添博（第12作）
- 技術協力 - ビデオフォーカス、バル・エンタープライズ
- 火炎効果 - 小林正巳（テイクワン）
- CG - マリンポスト、ワイズクラック
- 消防監修 - 北条未来、永山政広
- 協力 - 小田原市消防本部、深谷市消防本部、西さがみ連邦共和国フィルムコミッション、フィルムコミッションあしがら
- 現プロデューサー - 三輪祐見子（テレビ朝日）、渡辺良介（大映テレビ）
- 旧プロデューサー - 松本健（テレビ朝日）、塙淳一（テレビ朝日）、佐藤凉一（テレビ朝日）、長坂淳子（大映テレビ）、中村純子（大映テレビ）、八木亜未（大映テレビ）
- 制作 - テレビ朝日、大映テレビ

## 放送日程
| 話数 | 放送日         | サブタイトル | 脚本     | 監督   | 視聴率 |
| ---- | -------------- | --- | -------- | ------ | ------ |
| 1    | 2003年01月25日 | 炎の複合連続殺人！遠隔操作トリック7kmの謎                                                                          | 今井詔二 | 岡本弘 | 20.8%  |
| 2    | 6月07日        | 放火現場に残された2種類の灯油の謎！                                                                                | 今井詔二 | 岡本弘 | 18.2%  |
| 3    | 2004年02月14日 | 消防官失格!? 密室連続出火の謎…                                                                                     | 今井詔二 | 岡本弘 | 18.1%  |
| 4    | 10月09日       | 2/9の模型があばく！14年間燃え続けた関係                                                                            | 今井詔二 | 岡本弘 | 14.8%  |
| 5    | 2005年11月05日 | 燃える雪と燃えない死体！工場大爆発が暴く灰の中の嘘？                                                               | 今井詔二 | 岡本弘 | 17.0%  |
| 6    | 2006年04月22日 | 空飛ぶローソクの謎と消えない花火トリック                                                                           | 今井詔二 | 岡本弘 | 15.2%  |
| 7    | 2007年01月13日 | 全焼のアパートから赤ん坊が消えた！1/4の殺人トリック！                                                              | 今井詔二 | 岡本弘 | 13.9%  |
| 8    | 2008年01月26日 | 家を間違えて放火した女！突然発火した庭の土？                                                                       | 今井詔二 | 岡本弘 | 16.2%  |
| 9    | 2009年04月25日 | 雨が燃やす紫の炎!! 火の海から女マジシャンを救え!!                                                                  | 今井詔二 | 岡本弘 | 13.7%  |
| 10   | 2010年02月13日 | 乳母車が突然炎上！キャベツと黒焦げの中の白い足跡 秘密の関係…真犯人と超科学トリック対決！                           | 今井詔二 | 岡本弘 | 16.5%  |
| 11   | 11月20日       | 消防VS鑑識 プロフェッショナルな真犯人とは!? 二度焼かれた死体 燃えないガソリンの謎!?                                | 今井詔二 | 岡本弘 | 14.7%  |
| 12   | 2012年01月14日 | 炎の動きが読める!? 放火魔からの挑戦状！                                                                            | 今井詔二 | 池添博 | 11.7%  |
| 13   | 11月10日       | 二度も燃えた家族！V字に焼けた水槽と謎の刺殺死体!? 発火装置は人間？12年間燃え続けた炎                               | 今井詔二 | 岡本弘 | 12.8%  |
| 14   | 2014年01月25日 | 元消防官が謎の焼死!! デパート火災から生還した二人の美女!! 炎に包まれたバルーンがあばく家族を引き裂いた火事の真相!! | 今井詔二 | 岡本弘 | 12.0%  |
| 15   | 2015年06月06日 | クジラが燃えた!! 炎に消えた二つの命!! クリスマスツリー突然発火の秘密!!                                             | 今井詔二 | 岡本弘 | 10.6%  |

- 視聴率はビデオリサーチ調べ、関東地区・世帯

## BGM
- デビルマンレディーの流用。

## 単行本
- ニチブンコミックス（日本文芸社）
  - 第1巻 （2008年8月20日発売）ISBN 978-4-5371-0863-7
  - 第2巻 （2008年11月7日発売）ISBN 978-4-5371-0892-7
  - 第3巻 （2009年5月9日発売）ISBN 978-4-5371-0956-6